# Keepitcloud
Keepitcloud este un serviciu de photosharing pe baza de cod QR care permite invitatilor unui eveniment sa incarce poze si video nelimitat intr-o galerie securizata. Organizatorii evenimentului se pot bucura astfel de continut autentic, gata de distribuit in retelele de socializare preferate.